# Le Printemps russe
Pour les événements du printemps 2014, voir Troubles pro-russes de 2014 en Ukraine.
Le Printemps russe (en anglais : Russian Spring) est un roman de science-fiction uchronique de l'auteur américain Norman Spinrad.

## Résumé
L'auteur imagine une Union soviétique régénérée par la Perestroïka de Mikhaïl Gorbatchev, qui aurait pu poursuivre son œuvre de libéralisation dans une URSS communiste, une Union européenne[réf. nécessaire] vivante et bloc de stabilité, avec en contrepoint des États-Unis s'enfonçant dans un régime semi-dictatorial. L'auteur oppose le dynamisme nouveau de l'URSS et de l'Europe au protectionnisme et au repliement des États-Unis.
Le roman est divisé en trois parties : L'Automne américain, Le Printemps russe et Le Printemps américain.
Dans la première partie, Jerry Reed, jeune ingénieur déçu par l'orientation militaire prise par la NASA, se rend en Europe pour réaliser son rêve d'aller dans l'espace. Il y rencontrera Sonia Gagarine, dont il tombera amoureux.
Le couple sera déchiré entre l'Amérique, l'Europe et l'Union soviétique triomphante.
Dans les deuxième et troisième parties, le lecteur suivra la vie du couple, qui aura eu deux enfants, et dont les aventures se poursuivent durant le début du XXIe siècle.

## Distinction
Le prix Cosmos 2000 a été décerné au roman en 1993.

## Éditions françaises
Le Printemps russe a été éditée en un volume relié :
- Denoël, collection Présences no 6, 1992  (ISBN 2-207-23952-7).

Il a également été édité au format poche en deux volumes :
- Le Printemps russe 1, Denoël, collection Présence du futur no 567, 1996  (ISBN 2-207-30587-2) ;
- Le Printemps russe 2, Denoël, collection Présence du futur no 568, 1996  (ISBN 2-207-30588-0) ;
- Le Printemps russe, 1, Gallimard, collection Folio SF no 7, 2000  (ISBN 2-07-041589-9) ;
- Le Printemps russe, 2, Gallimard, collection Folio SF no 8, 2000  (ISBN 2-07-041590-2).